# Sandro Moreyra
Sandro Moreyra (1918 — 29 de agosto de 1987) foi um jornalista e cronista esportivo brasileiro.
Filho do poeta e jornalista Álvaro Moreyra e de Eugênia Moreyra, uma das primeiras feministas brasileiras, começou em 1946, no jornal Tribuna Popular, veículo do Partido Comunista Brasileiro. Depois, passou pelo Diário da Noite, até chegar ao Jornal do Brasil, em 1958. Em 1981, começou a escrever uma coluna no jornal e na revista Placar com histórias curiosas sobre personagens do futebol brasileiro, que fizeram dele "uma das figuras mais queridas da imprensa". A coluna durou cinco anos, até sua morte, e o sucesso deu origem a seu único livro publicado, Histórias do Sandro Moreyra.
Seus personagens preferidos nessas histórias eram Garrincha e o goleiro Manga. De Garrincha, especialmente, conhecia muitas histórias por ter feito a cobertura do Botafogo para o JB — Sandro era botafoguense fanático e sócio do clube. Era crítico mordaz das más administrações do Botafogo a partir dos anos 1970, a ponto de correr uma lenda de que ele teria rasgado seu título quando o clube vendeu Marinho Chagas para o Fluminense, em 1974.
Diz-se que muitas das anedotas contadas sobre a ingenuidade de Garrincha surgiram das crônicas de Sandro. Quando o Botafogo contratou o ponta-direita, Sandro, ainda no Diário da Noite, grafou o nome dele como "Gualixo" na notícia. Ele achava o nome "Garrincha" feminino e usou o nome de um cavalo famoso à época no turfe. No filme Garrincha, A Estrela Solitária, foi interpretado por Henrique Pires.
Sandro era o pai das jornalistas Sandra e Eugênia Moreyra, da Rede Globo. O jornalista Paulo Cezar Guimarães, autor do livro Jogo do Senta, a verdadeira origem do chororô, está escrevendo a biografia do colunista.